# Fronteira Bulgária–Sérvia
A fronteira entre Bulgária e Sérvia é a linha que limita os territórios da Bulgária e da Sérvia.
De sul para norte, esta linha limítrofe começa na tríplice fronteira de ambos os países com a República da Macedónia, a oeste da cidade búlgara de Kjustendil, e termina na margem direita do rio Danúbio, onde existe um ponto similar com a Roménia.